# 本俣賀駅
本俣賀駅（ほんまたがえき）は、島根県益田市本俣賀町にある、西日本旅客鉄道（JR西日本）山口線の駅である。

## 歴史
- 1970年 (昭和45年）4月1日：国鉄山口線石見横田駅 - 益田駅間に仮乗降場として新設[1]。設定当初は時刻表に掲載されていなかった。
  - 1968年に廃校した益田市立梅月小学校が益田市立西益田小学校に統合され、旧梅月小学校校区児童にとっては非常に遠距離通学となったため、児童登下校時間に合わせて列車が停車していた。
- 1987年（昭和62年）4月1日：国鉄分割民営化に伴い、JR西日本の駅となる。同時に駅に昇格[2]。

## 駅構造
益田方面に向かって右側に単式ホーム1面1線を有する地上駅（停留所）。
新山口駅管理の無人駅。駅舎は無く、ホーム上に待合室がある。山口寄りにある出入口から直接ホームに入る形である。自動券売機等の設備はない。

## 利用状況
2020年度の1日平均乗車人員は1人である。2004年度は2人、1994年度は2人であった。
近年の1日平均乗車人員の推移は以下の通り。
| 乗車人員推移 | 乗車人員推移 |
| 年度         | 1日平均人数  |
| ------------ | ------------ |
| 1999         | 5            |
| 2000         | 3            |
| 2001         | 3            |
| 2002         | 3            |
| 2003         | 4            |
| 2004         | 2            |
| 2005         | 1            |
| 2006         | 2            |
| 2007         | 2            |
| 2008         | 2            |
| 2009         | 1            |
| 2010         | 1            |
| 2011         | 1            |
| 2012         | 2            |
| 2013         | 3            |
| 2014         | 4            |
| 2015         | 1            |
| 2016         | 1            |
| 2017         | 2            |
| 2018         | 2            |
| 2019         | 2            |
| 2020         | 1            |
| 2021         | 1            |
| 2022         | 1            |

## 駅周辺
- 安富簡易郵便局
- 本俣賀川
- 石見交通「本俣賀出合」停留所（梅月線：平日のみ停車）

## 隣の駅
西日本旅客鉄道（JR西日本）
■山口線
石見横田駅 - 本俣賀駅 - 益田駅

#### 統計資料
1. ↑  “島根県統計書”. しまね統計情報データベース.   島根県政策企画局. 2025年2月5日閲覧。